# Compàs de marcacions

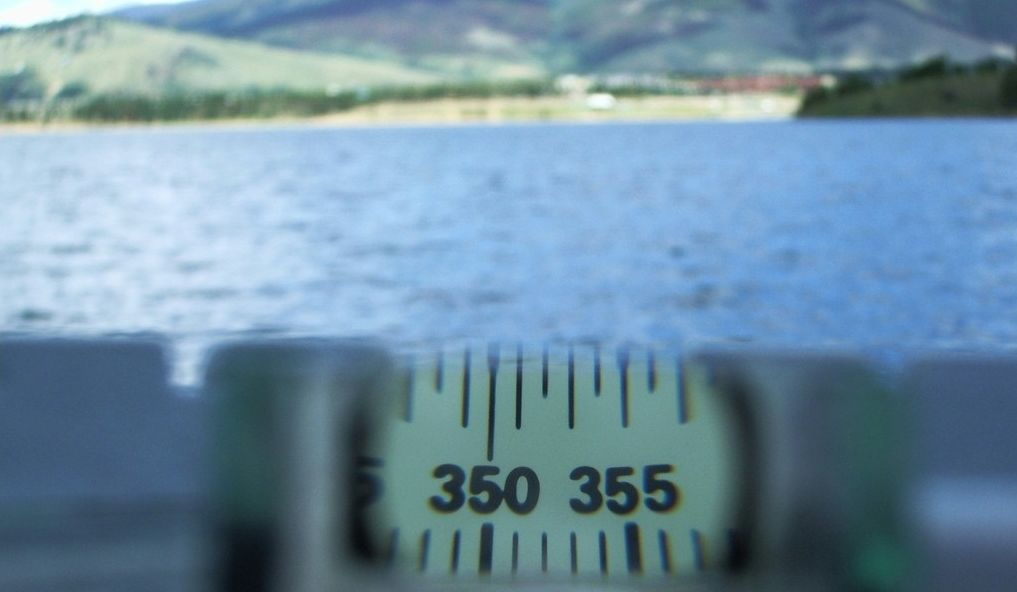
Dial d'un compàs de marcacions SUUNTO

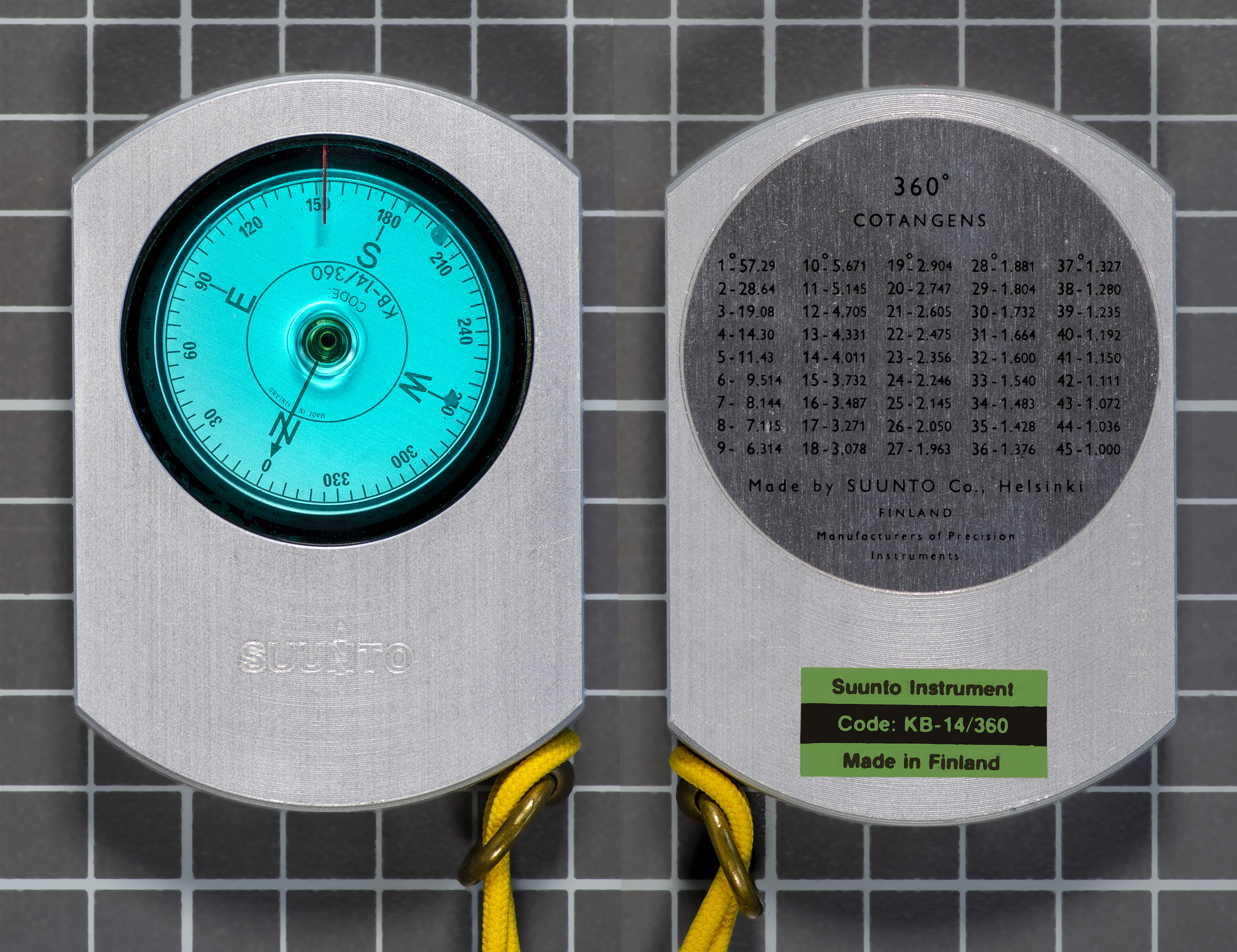
Compàs SUUNTO

El  compàs de marcacions o brúixola de marcacions, és una brúixola utilitzada per determinar demores d'objectes observats. (Demora: angle format pel nord i la visual a un objecte determinat en el mar ). S'utilitza com instrument de navegació per a determinar l'angle entre la direcció d'un objecte i el nord o indirectament a un altre punt de referència. Proporciona el rumb absolut, que és l'angle en sentit horari entre el nord magnètic o nord veritable i l'objecte. Per exemple, un objecte cap a l'est tindria una orientació absoluta de 90 graus Si el nord és el veritable, es diu demora veritable, i si es tracta del nord magnètic es diu llavors demora magnètica. És utilitzat habitualment per geòlegs, agrimensors i navegants per obtenir orientacions precises sobre el terreny.
Els navegants utilitzen successives demarcacions de punts de referència fixos juntament amb tècniques geomètriques senzilles per determinar la seva posició, rumb i velocitat. A més a més, fer demarcacions successives d'altres vaixells, juntament amb tècniques senzilles de geometria, pot servir al navegant a determinar si hi ha risc de col·lisió i poder decidir quines mesures s'han de prendre per evitar el perill.

## Descripció

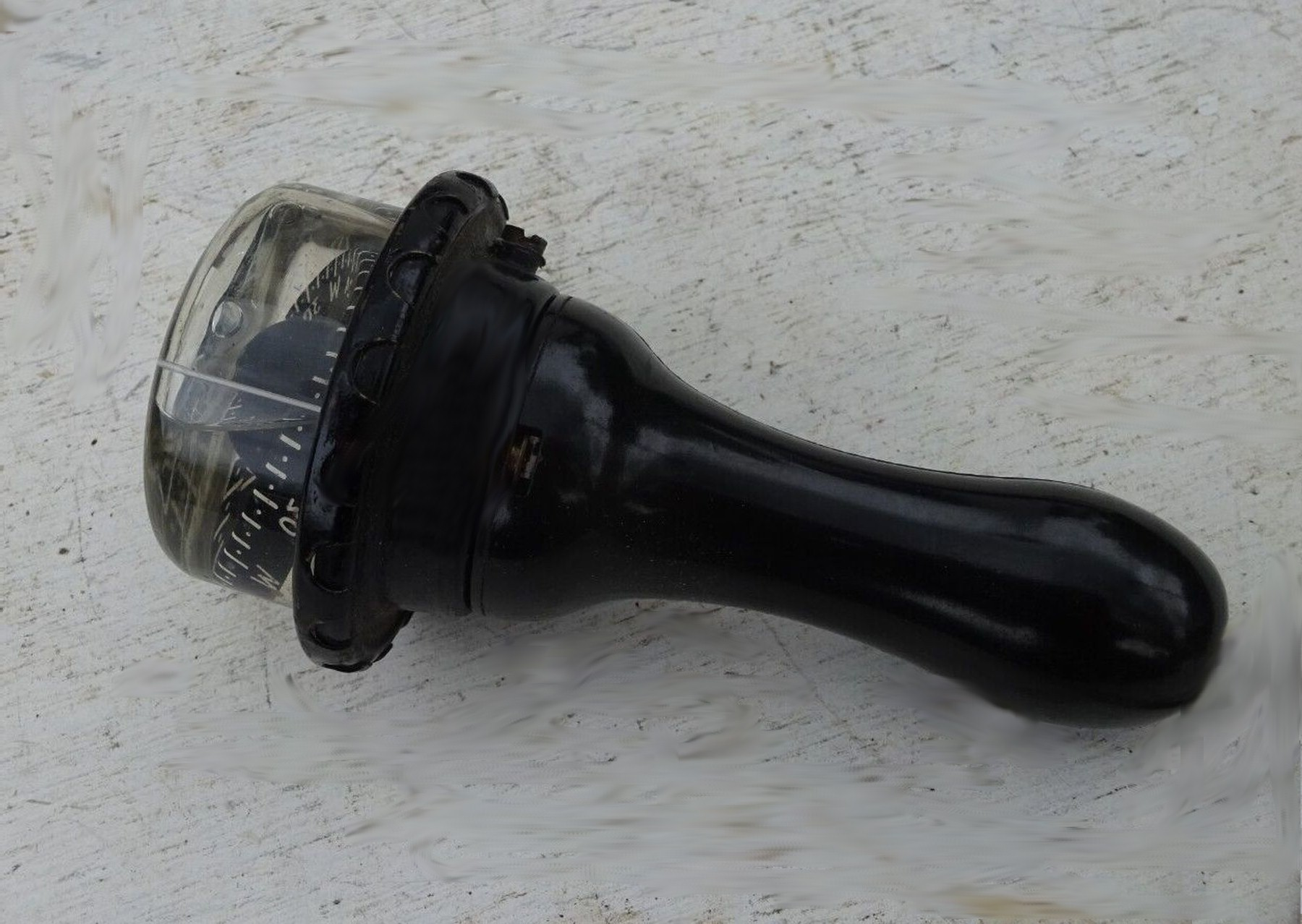
Un compàs de marcacions antic

Totes les brúixoles de mà es poden utilitzar per prendre una demora, però el que distingeix el compàs de marcacions de la resta és el fet que té algun tipus d'òptica que permet visualitzar "al mateix temps" les marques de la brúixola i l'objectiu observat. El tipus més senzill de brúixola de mà, té un disc de "rosa dels vents horitzontal" i un dispositiu d'observació: una pínula, alidada o visor que permet a l'usuari observar l'objecte i a continuació, "canviant de vista" llegir l'angle marcat per la brúixola respecte al nord magnètic. Les versions amb prisma més complexes, com les brúixoles SUUNTO (vegeu la primera fotografia), utilitzen un sistema òptic per mostrar les marques de demora a través d'un ocular mentre s'apunta a l'objectiu.

## Monocular amb compàs

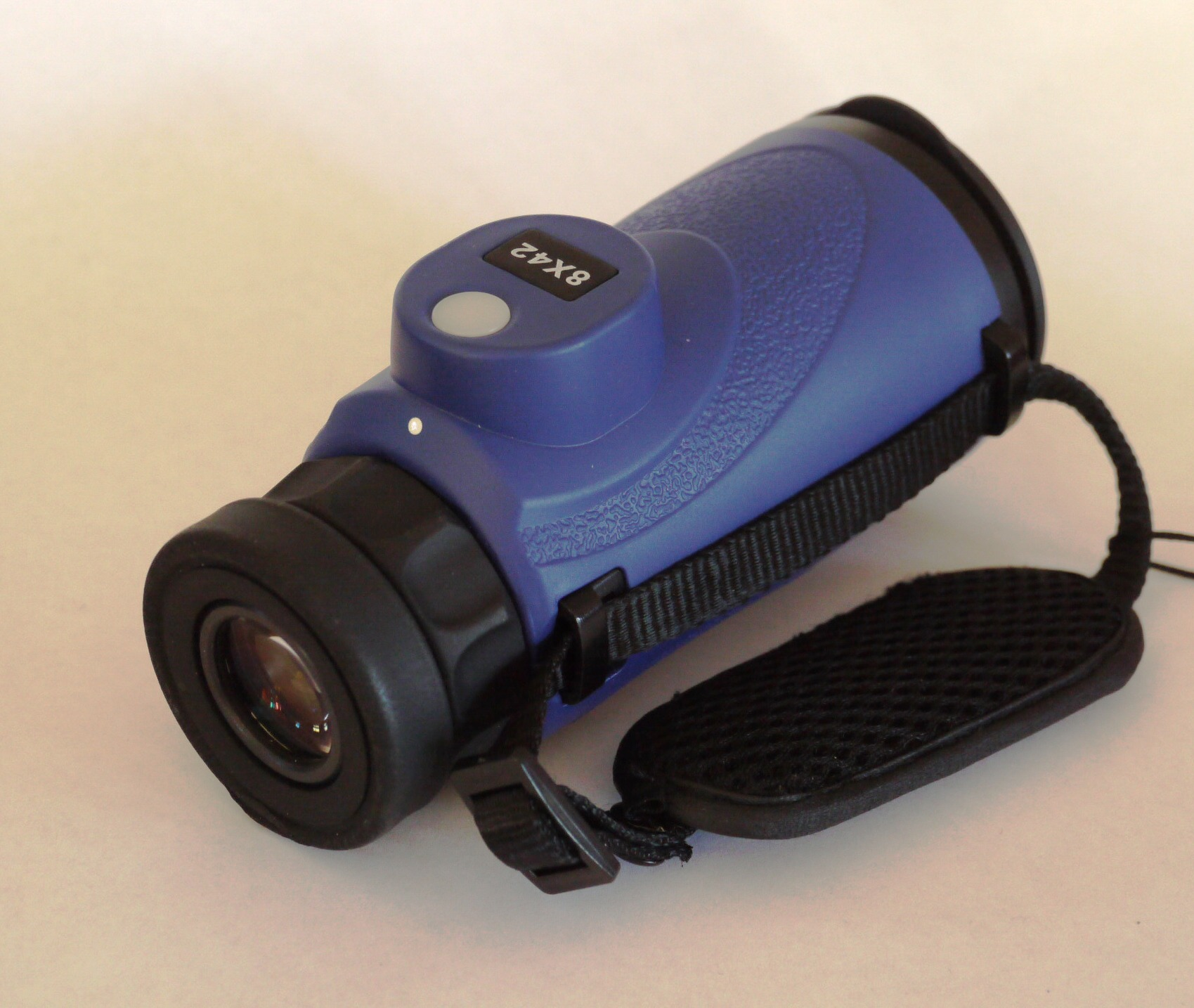
Monocular + compàs Seago 8×42

També hi ha alguns models de monoculars/binoculars, amb il·luminació elèctrica o sense, que mitjançant un sistema òptic híbrid (alguns d'ells electrònic-digital) permeten visualitzar les marques de cota al mateix temps que s'observa l'objecte a través del seu sistema òptic. La brúixola incorporada t'ajuda a determinar els punts cardinals, cosa que és especialment útil en activitats a l'aire lliure com senderisme, navegació o exploració.

### Tipus
- Monocular amb zoom: aquest tipus té augments variables fet que permet observar objectes a diferents distàncies, ajustant l'augment segons les necessitats i segons la situació
- Monocular amb telèmetre: models també inclouen una retícula per estimar distàncies

### Característiques
- Augments: Els monoculars amb brúixola existeixen en diferents augments. Per exemple, un monocular 8x25 significa que té un augment x8, fent que la imatge sigui 8 vegades més gran..
- Diàmetre de la lent exterior: El diàmetre de la lent frontal (objectiu) influeix en la quantitat de llum que entra. Per exemple, un monocular 8x42 té una lent frontal de 42 mm.